# CTG Brasil
A CTG Brasil é uma subsidiária da China Three Gorges Corporation, uma empresa estatal de energia da China, que atua no segmento de geração e comercialização de energia elétrica no Brasil.

## Histórico
A China Three Gorges Corporation foi fundada em 1993 na China e opera a maior hidrelétrica do mundo, a Hidrelétrica de Três Gargantas, no Rio Yangtze, de onde recebeu seu nome.
A subsidiária brasileira foi fundada em 2013. 
Em 2014, adquiriu 50% de participação da usina hidrelétrica de Santo Antônio do Jari (PA), 50% da hidrelétrica de Cachoeira Caldeirão (AP) e 33,3% da hidrelétrica de São Manoel (MT).
Em 2015, adquiriu as usinas hidrelétricas de Salto (GO) e Garibaldi (SC), as primeiras totalmente operadas pela CTG Brasil.
No mesmo ano, adquiriu duas usinas da Cesp (UHE de Ilha Solteira e UHE de Jupiá), na divisa dos estados de Mato Grosso do Sul e São Paulo, em leilão promovido pela Agência Nacional de Energia Elétrica (Aneel). 
Em 2016, comprou os ativos da Duke Energy (atual Rio Paranapanema Energia), oito hidrelétricas no rio Paranapanema e duas pequenas centrais hidrelétricas no rio Sapucaí-Mirim, ampliando sua capacidade instalada para 8,27 GW sob sua gestão e em participações em empreendimentos. 
A CTG Brasil é a principal operação da CTG Corporation fora da China, respondendo por cerca de 50% dos negócios internacionais.

## Parque gerador
A CTG Brasil tem capacidade instalada de 8,3 GW, sendo a terceira maior geradora de energia do Brasilː

### Energia hidrelétrica

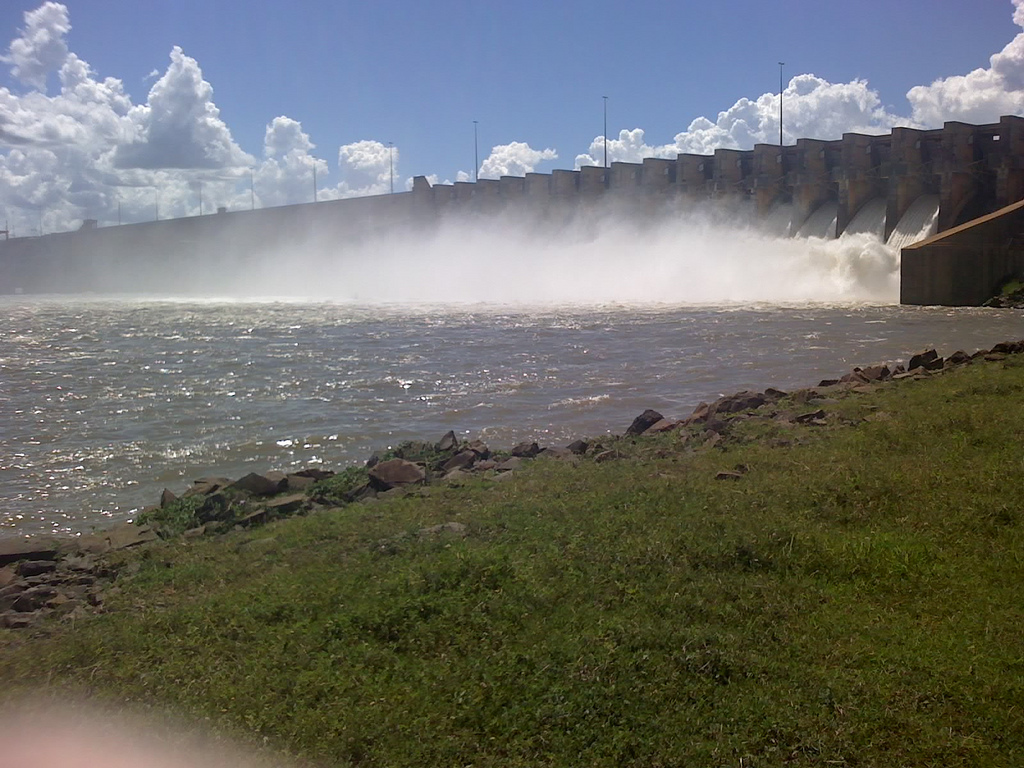
Usina Hidrelétrica de Ilha Solteira

A CTG Brasil conta com investimentos em  12 usinas hidrelétricas, 2 pequenas centrais hidrelétricas e participação em outros 3 ativos, operadas pelas suas subsidiárias  Rio Paraná Energia, Rio Canoas Energia, Rio Verde Energia e Rio Paranapanema Energia.

#### Controle diretoː
- Operada pela Rio Verdeː UHE Salto (116 MW)[8]
- Operada pela Rio Paranáː UHE Ilha Solteira (3.444 MW);  UHE Jupiá (1.551,2 MW)[8]
- Operada pela Rio Paranapanemaː UHE Rosana (354 MW); UHE Taquaruçu (525 MW); UHE Capivara (643 MW);  UHE Canoas (82,5 MW);  UHE Canoas II (72 MW); UHE Salto Grande (73,8 MW); UHE Chavantes (414 MW); UHE Jurumirim (100,9 MW)[8]
- Operada pela Rio Canoasː UHE Garibaldi (191,9 MW)[8]
- Operada pela Sapucaí-Mirim (controlada pela Rio Paranapanema)ː PCH Palmeiras (16,5 MW) e PCH Retiro (16 MW)[8]

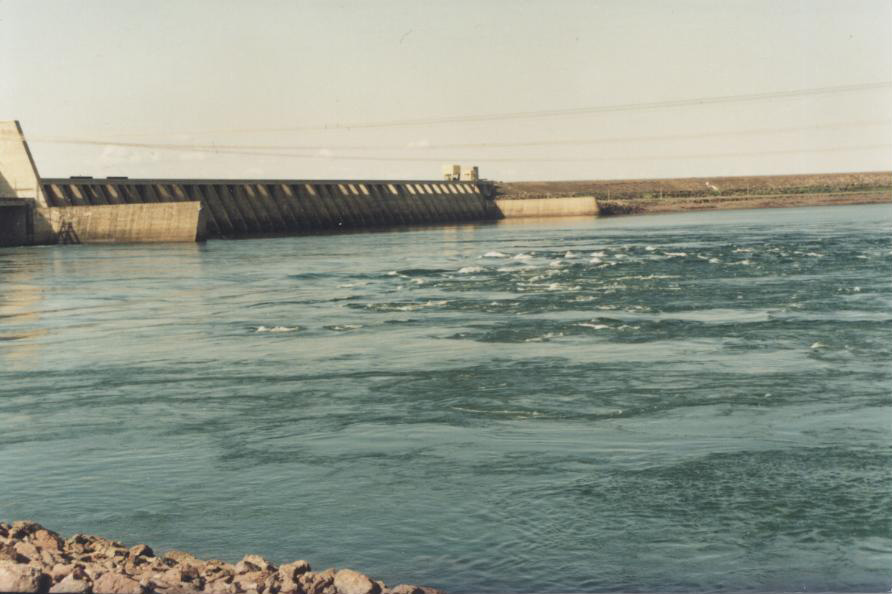
Usina Hidrelétrica de Jupiá

#### Controle indiretoː
- UHE Cachoeira Caldeirão (219 MW)ː participação de 50% [8]
- UHE Santo Antônio do Jari (392,95 MW)ː participação de 50% [8]
- UHE São Manoel  (735,84 MW)ː  participação de 33,33%[8]

### Energia eólica
A CTG Brasil tem participação em 11 parques eólicosː Parque Eólico Água Doce (9 MW), Parque Eólico Aventura I (28,2 MW), Parques Eólicos Baixas do Feijão I, II, III, IV (120 MW), Parque Eólico Elebrás Tramandaí (70 MW), Parque Eólico Horizonte (4,8 MW), Parques Eólicos Jericó, Aroeira e Umbuzeiros, Parques Eólicos Jericó, Aroeira e Umbuzeiros (98,7 MW).